# (1091) Спирея
(1091) Спире́я (лат. Spiraea) — небольшой астероид внешней части главного пояса, который входит в состав семейства Кибелы. Он был открыт 26 февраля 1928 года немецким астрономом Карлом Рейнмутом и назван в честь рода декоративных кустарников Спирея семейства розовые.

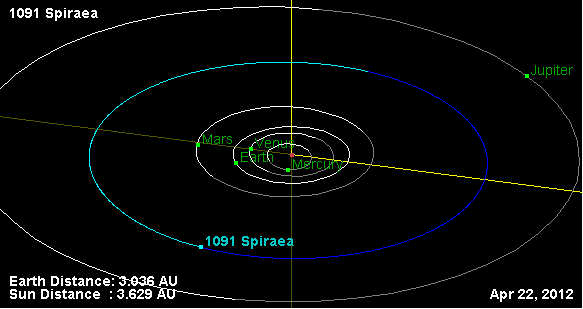
Орбита астероида Спирея и его положение в Солнечной системе